# Руделли, Паоло
Паоло Руделли (итал. Paolo Rudelli; род. 16 июля 1970, Гаццанига, Италия) — итальянский прелат, ватиканский дипломат и куриальный сановник. Постоянный наблюдатель Святого Престола при Совете Европы и наблюдатель Святого Престола при Международной комиссии по гражданскому состоянию с 20 сентября 2014 по 3 сентября 2019. Титулярный архиепископ Мессембрии с 3 сентября 2019. Апостольский нунций в Зимбабве с 25 января 2020 по 19 июля 2023. Апостольский нунций в Колумбии с 19 июля 2023.

## Ранние годы, образование и священство
Паоло Руделли родился 16 июля 1970 года в Гаццаниге, в Ломбардии, Италия. Паоло Руделли родом из Гандино в провинции Бергамо. 10 июня 1995 года он был рукоположен в священники епархии Бергамо.
Руделли завершил свои богословское обучение в Папском Григорианском университете в Риме, где он получил докторскую степень по нравственному богословию и лиценциат по каноническому праву. В 1998 году он начал подготовку к дипломатической службе в Папской Церковной академии.

## На дипломатической службе Святого Престола
1 июля 2001 года он поступил на дипломатическую службу Святого Престола и работал в нунциатурах в Эквадоре (2001–2003 годы) и Польше (2003–2006 годы), а затем работал в секции общих дел Государственного секретариата Ватикана.
20 сентября 2014 года Папа Франциск назначил его Постоянным наблюдателем Святого Престола при Совете Европы в Страсбурге, всего за месяц до визита Франциска в Страсбург.

## Архиепископ и апостольский нунций
3 сентября 2019 года Папа Франциск назначил титулярным архиепископом Миладзо преподобного монсеньора Паоло Руделли, в то же время возведя его в ранг апостольского нунция. Его рукоположение в епископа лично Папой Франциском намечено на 4 октября 2019 года.
25 января 2020 года Папа Франциск назначил архиепископа Паоло Руделли апостольским нунцием в Зимбабве.
19 июля 2023 года Папа Франциск назначил архиепископа Паоло Руделли апостольским нунцием в Колумбии.